# コルジ・ローゼンタール・ボックス

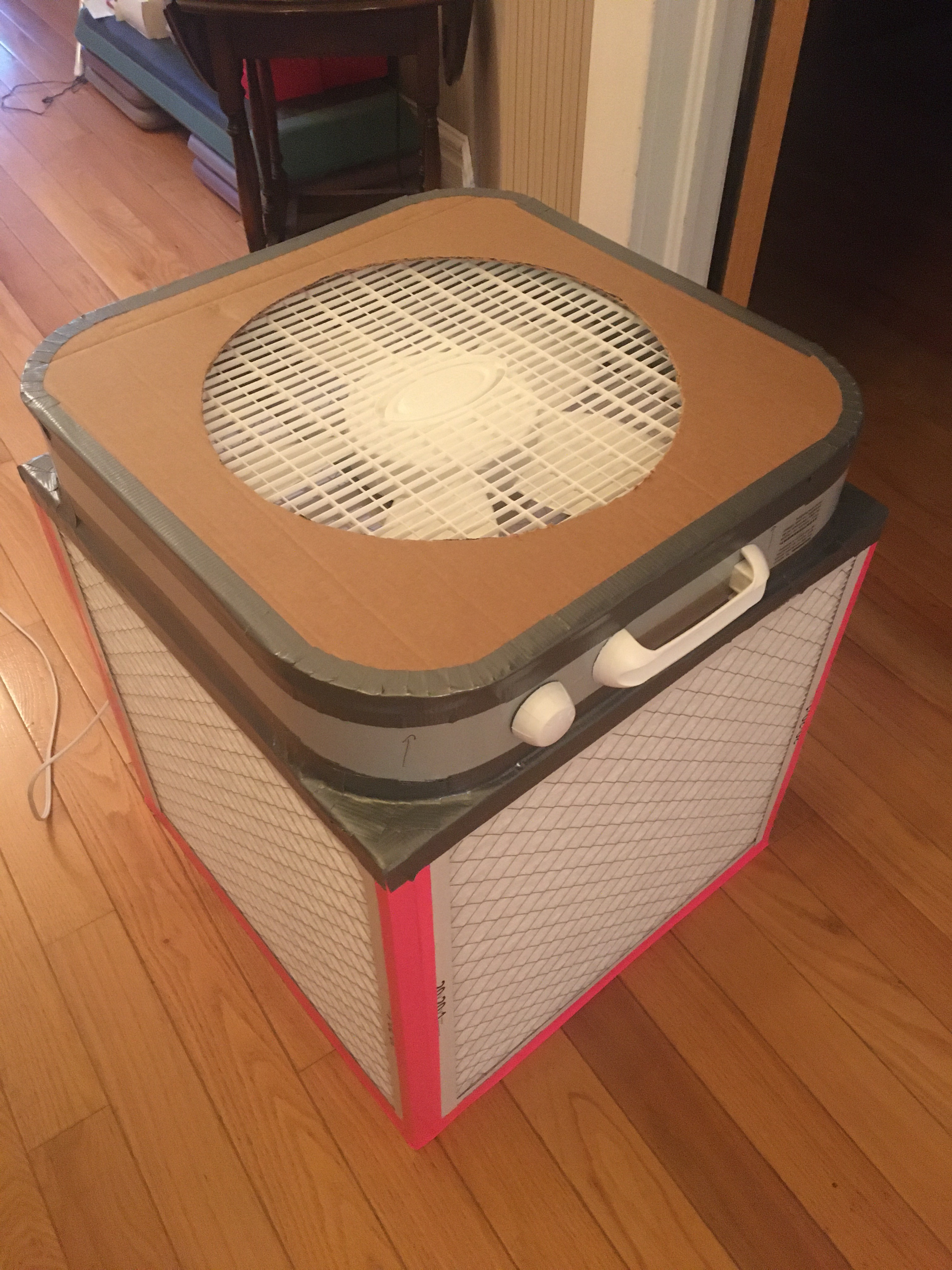
コルジ・ローゼンタール・ボックスの一例

コルジ・ローゼンタール・ボックスは、比較的安価に自作できる空気清浄機である。COVID-19のパンデミック時に、室内における空気中のウイルス粒子のレベルを下げることを目的に設計された。

## 背景
COVID-19の原因ウイルスである重症急性呼吸器症候群コロナウイルス（SARS-CoV-2）が空気感染するという証拠が、蓄積されてきている。こうした新たな証拠と感染症研究者の勧告を受けて、技術者たちは、換気の改善によって屋内のウイルス量をいかに減らすことができるか検討してきた。
HEPAフィルターを搭載した空気清浄機は比較的に高価なことがある。 2020年、カリフォルニア大学デービス校（UC Davis）の環境エンジニアであるリチャード・コルシ (Richard Corsi) は、複数の市販フィルターとボックスファンを組み合わせて自作の空気清浄機の設計効率を高めるアイデアを公表した。フィルターメーカーTex-Air FiltersのCEO、ジム・ローゼンタールは、コルシの複数のフィルターを使用するアイデアに刺激を受けて、5枚のフィルターを用いるデザインを思いついた。この二人にちなんで、コルシ＝ローゼンタール・ボックスと呼ばれている。CRボックス、コルジ・ローゼンタール・キューブ、コンパレット・キューブとも呼ばれる。

## 設計と性能
オリジナルのコルシ＝ローゼンタール・ボックスは、フィルター5枚で立方体の側面と底面を構成していた。20インチ（500mm）のボックスファンを上に置き、フィルターにダクトテープを貼り、空気がフィルターを通って上昇しボックスから出るようにシステムを密閉している。コンパレット・キューブとしても知られる最新のデザインは、4つのフィルターと床に直接置くことができる段ボールのベースを使用している。
この空気清浄機は、15分程度で組み立てられ、数カ月間使用でき、材料費は50ドルから150ドルである。
空気中に浮遊するウイルスの微粒子の大きさは、1〜50ミクロン（μm）である。ローゼンタールは、試験装置を使って、コルシ＝ローゼンタール・ボックスの非公式テストを実施している。その結果、1μmの粒子の約60%が、10μmの粒子のほぼ90%が、コルシ＝ローゼンタール・ボックスによって除去されることを確認した。 